# Même pas peur !
Pour plus de détails, voir Fiche technique et Distribution.
Même pas peur ! est un documentaire français, réalisé par Ana Dumitrescu, sorti le 7 octobre 2015.

## Synopsis
Même pas peur ! commence après les attentats de janvier 2015. Le documentaire donne la parole à 20 intervenants d'horizons différents issus de la société civile. A travers ces discours sur les thèmes de la peur de l'autre, la peur du lendemain, de la laïcité ou encore des lois sécuritaires c'est une analyse de la société française post-attentats 2015 qui se met en place dans le film.

## Fiche technique
- Titre : Même pas Peur !
- Réalisation : Ana Dumitrescu
- Photographie : Ana Dumitrescu
- Montage : Ana Dumitrescu
- Son : Jonathan Boissay
- Montage : Ana Dumitrescu
- Montage son : Jonathan Boissay
- Mixage son : Mathieu Nappez
- Société de production : BarProd
- Distribution France : Barprod
- Distribution Belge : Libération Films asbl[1]
- Pays d'origine :  France
- Langue : français
- Genre : documentaire
- Durée : 107 min
- Date de sortie :
  - France : 7 octobre 2015
  - Belgique : 12 octobre 2015

## Intervenants
- Ashkénaton, rappeur juif
- Jean Baubérot, historien et sociologue
- Laurence Blisson, magistrate
- Gilles Boitte, conseiller municipal de Sevran
- Hernan Carvajal, étudiant
- Monique Chemillier-Gendreau, juriste international
- Benjamin Coriat, économiste
- Jean-Pierre Garnier, sociologue et urbaniste
- Nikos Graikos, enseignant
- Didier Heiderich, directeur de l'observatoire des crises
- Olivier Le Cour-Grandmaison, politologue
- Halim Mahmoudi, dessinateur
- Natalie Maroun, analyste communication de crise
- Samia Orosemane, humoriste
- Mirna Safi, sociologue
- Michel Setboun, photographe
- Dominique Thewissen, psychologue
- Alain Touraine, sociologue
- Odon Vallet, historien des religions
- Yannis Youlountas, cinéaste

## Accueil critique
Sur Allociné, le film est noté 3/5 par la presse et 3,4/5 par les spectateurs.
Selon Télérama, « le documentaire questionne (souvent avec pertinence) des intellectuels d'horizons divers sur le vivre-ensemble, la laïcité, l'intégration en France... Ils se livrent à un exercice salutaire de critique de certains médias : les actualités télévisuelles, notamment, sont renvoyées à leur rang de miroir qui déforme la réalité » tandis que Première estime que « la réflexion s’oriente ensuite vers des questionnements toujours plus vastes, pertinents et préoccupants sur la France de 2015 ».
De son côté, Annie Cooperman dans Les Échos écrit : « Aéré par des dessins humoristiques, accompagné d’une musique originale, mi-lyrique mi-électro, un brassage d’idées hétéroclites, mais toutes à considérer, sur notre France d’aujourd’hui. Un film sans a priori, vivant, qui donne envie de remettre en question ses idées reçues, d’approfondir ses intuitions, bref, qui réveille ».
Pour Gaëlle Mouri dans Le Soir, « Les points de vue sont tantôt scientifiques, tantôt personnels. Mais tous ont le mérite de mettre en avant un débat essentiel et urgentissime. Si la forme est parfois un peu trop brute, Même pas peur ! livre un véritable état des lieux de la société et cherche à faire avancer le débat. Des caractéristiques qui suffisent à en faire un film à voir ».
A l'inverse, Studio Cine Live écrit que « ce doc, hélas, ne fait qu'aligner des interviews comme un JT de 20 heures ».

## Production

### Un tournage rapide
Même pas peur ! est un documentaire d’urgence issu du questionnement et des interrogations suscités par les événements tragiques de janvier 2015. La réalisatrice et reporter, Ana Dumitrescu, a commencé à tourner le 12 janvier, c’est-à-dire seulement un jour après les attentats qui touchèrent la rédaction de Charlie Hebdo.

### Titre enfantin
Ana Dumitrescu a choisi Même pas peur ! comme titre car pour elle cette expression avait une connotation enfantine. « Cette expression sonne comme un bouclier contre l’inadmissible. Il est important de mettre des mots sur nos peurs avant qu’elles ne deviennent fantasmagoriques. Il est donc question ici d’externalisation afin d’affronter les problématiques de front », explique-t-elle[réf. nécessaire].